# Brăniștari, Giurgiu
Brăniștari este un sat în comuna Călugăreni din județul Giurgiu, Muntenia, România. La recensământul din 2002 avea o populație de 1085 locuitori. Biserica ortodoxă din localitate cu hramul Sf. Gheorghe a fost construită în secolul al XIX-lea și are statut de monument istoric (cod: GR-II-m-B-14936).